# Adiantum soboliferum
Adiantum soboliferum là một loài dương xỉ trong họ Pteridaceae. Loài này được Wall. ex Hook. mô tả khoa học đầu tiên năm 1851.